# Masdevallia titan
Masdevallia titan är en orkidéart som beskrevs av Carlyle August Luer. Masdevallia titan ingår i släktet Masdevallia och familjen orkidéer.
Artens utbredningsområde är Peru. Inga underarter finns listade i Catalogue of Life.